# Miles Davis at Fillmore: Live at the Fillmore East
Miles Davis at Fillmore: Live at the Fillmore East – dwupłytowy album koncertowy pomiędzy 17 a 20 czerwca 1970 r. w słynnej sali koncertowej Fillmore East w Nowym Jorku i wydany przez firmę nagraniową Columbia w tym samym roku.

## Charakter albumu
Album jest spreparowanym zapisem czterech koncertów septetu Milesa Davisa w słynnej sali koncertowej Billa Grahama Fillmore East w Nowym Jorku.
Drugim wykonawcą podczas tych koncertów była kompozytorka i poetka Laura Nyro.
Typowy koncert Milesa Davisa w tym okresie nie miał przerw, muzyka płynnie przechodziła z jednego tematu w drugi. Set Milesa liczył od 40 do 60 minut. W wydaniu winylowym muzyka nie była podzielona na poszczególne utwory, każda ze stron to ciągły zapisy jednego zedytowanego koncertu. W pierwszym wydaniu na CD (Columbia/Legacy, C2K 65139) rozbito ścieżkę na poszczególne utwory zachowując przy tym ciągłość muzyki. Za edycję odpowiedzialny był wieloletni producent Milesa Teo Macero.
Kompletny zapis czterech koncertów w Fillmore East został wydany przez wytwórnię bootlegową Aviator Records (A 10522 4).

## Muzycy
Septet
- Miles Davis – trąbka
- Steve Grossman – saksofon sopranowy
- Chick Corea – pianino elektroniczne
- Keith Jarrett – organy
- Dave Holland – gitara basowa
- Jack DeJohnette – perkusja
- Airto Moreira – instrumenty perkusyjne

## Spis utworów

### Płyta pierwsza (I)

#### Strona pierwsza (środa)
| 1. | „Directions” (Joe Zawinul) | 2:29  |
|    |                            |       |
| 2. | „Bitches Brew”             | 0:53  |
|    |                            |       |
| 3. | „The Mask”                 | 1:35  |
|    |                            |       |
| 4. | „It's About That Time”     | 8:12  |
|    |                            |       |
| 5. | „Bitches Brew/The Theme”   | 10:55 |
|    |                            |       |
|    |                            | 24:04 |
|    |                            |       |

#### Strona druga (czwartek)
| 1. | „Directions” (Joe Zawinul) | 5:35  |
|    |                            |       |
| 2. | „The Mask”                 | 9:50  |
|    |                            |       |
| 3. | „It's About That Time”     | 11:22 |
|    |                            |       |
|    |                            | 26:47 |
|    |                            |       |

### Płyta druga (II)

#### Strona trzecia (piątek)
| 1. | „It's About That Time”                       | 9:01  |
|    |                                              |       |
| 2. | „I Fall in Love too Easily” (J.Styne/S.Cahn) | 2:00  |
|    |                                              |       |
| 3. | „Sanctuary” (Wayne Shorter)                  | 3:44  |
|    |                                              |       |
| 4. | „Bitches Brew/The Theme”                     | 13:09 |
|    |                                              |       |
|    |                                              | 27:54 |
|    |                                              |       |

#### Strona czwarta (sobota)
| 1. | „It's About That Time”                       | 3:43  |
|    |                                              |       |
| 2. | „I Fall in Love too Easily” (J.Styne/S.Cahn) | 0:54  |
|    |                                              |       |
| 3. | „Sanctuary” (Wayne Shorter)                  | 2:49  |
|    |                                              |       |
| 4. | „Willie Nelson/The Theme”                    | 7:57  |
|    |                                              |       |
|    |                                              | 15:23 |
|    |                                              |       |
Poza zaznaczonymi, wszystkie kompozycje autorstwa Milesa Davisa

## Opis płyty

### Płyta analogowa (winylowa)
- Producent – Teo Macero
- Inżynier dźwięku – Stan Tonkel
- Miksowanie – Russ Payne
- Daty nagrania – 17, 18, 19 i 20 czerwca 1970
- Miejsce nagrania – Fillmore East, Nowy Jork
- Czas albumu – płyta pierwsza 50 min. 51 sek.; płyta druga 43 min. 17 sek.; razem - 94 min. 8 sek/1 godz. 34 min. 8 sek.
- Data wydania – 1970
- Firma nagraniowa – Columbia
- Projekt okładki – Nick Fasciano
- Fotografie na okładce – Jim Marshall
- Inne fotografie – Don Hunstein
- Teksty – Mort Goode i Morgan Ames
- Numer katalogowy – PG 30038

### Wznowienie na CD
- Producenci – Bob Belden
- Cyfrowy mastering – Tom Ruff
- Studio – Sony Music Studios, Nowy Jork
- Dyrektor projektu wznowień – Seth Rothstein
- Columbia Jazz Reissue Series – Steve Berkowitz i Kevin Gore
- Kierownik artystyczny – Cozbi Sanchez-Cabrera
- Menedżer produktu – Penny Armstrong
- Koordynator A & R – Patti Matheny
- Fotografie we wkładce – Sandy Speiser; Sony Music Photo Library
- Firma nagraniowa – Columbia/Legacy
- Numer katalogowy – CK 47036
- ©1997 Sony Music Entertainment Inc.